# Ugo di Fosses
Ugo di Fosses (Fosses-la-Ville, 1093 circa – Prémontré, 10 febbraio 1163) fu il principale collaboratore di san Norberto e il suo successore alla guida dell'ordine premostratense.
Fu beatificato, per equipollenza, da papa Pio XI nel 1927.

## Biografia
Della sua giovinezza si conosce poco: nacque nei pressi di Namur e, divenuto sacerdote, fu canonico della collegiata di Fosses; nel 1116 Burcardo, eletto vescovo di Cambrai, lo scelse come suo assistente.
A Valenciennes Ugo ebbe modo di conoscere Norberto, che aveva preso a dedicarsi alla predicazione itinerante: Ugo lasciò Burcardo e seguì Norberto.
Grazie a Bartolomeo di Vir, vescovo di Laon, Ugo e Norberto incontrarono papa Callisto II a Reims. Grazie al sostegno del papa e del vescovo Bartolomeo, Norberto e Ugo fondarono un monastero a Prémontré e nel Natale 1121 fecero la loro professione religiosa.
A causa degli impegni di Norberto, la direzione di Prémontré fu quasi sempre delegata a Ugo e nel 1126, quando Norberto fu eletto vescovo di Magdeburgo, il governo dell'ordine, appena approvato da papa Onorio II, passò interamente a Ugo.
Ugo resse l'ordine per trentacinque anni, curandone l'organizzazione e la propagazione. Morì nel 1163 (o nel 1161).

## Culto
Il culto di Ugo iniziò subito dopo la sua morte. Ricognizioni delle sue reliquie si fecero nel 1279 e nel 1660, poi il 27 ottobre 1896, a opera del vescovo di Soissons, Jean-Baptiste-Théodore Duval, che le fece sistemare nella cripta della cattedrale di Laon. Durante la prima guerra mondiale, le sue reliquie furono trasferite a Braine-l'Alleud, nel priorato di Bois-Seigneur-Isaac.
Il 13 luglio 1927 la Congregazione dei riti emanò il decreto che confermava il culto tributato ab immemorabili a Ugo.
Il suo elogio si legge nel Martirologio romano al 10 febbraio.